# Фетисов, Михаил Иванович
Михаил Иванович Фетисов (15 (28) ноября 1907, Новочеркасск — 27 февраля 1960, Москва) — русский советский литературовед, критик. Доктор филологических наук (1955).

## Биография
Сын крестьянина. С детства работал на руднике в г. Шахты. В 1931 году окончил Северо-Кавказский (Ростовский университет).
Печатался с 1926 года, писал в местные газеты, работал секретарем Новочеркасской городской газеты. Член ВКП (б) с 1944 года.
В журнале «Революция и культура» (1928, № 13) опубликовал критическую статью «Есенинщина в школе».
Работал в вузах Казахстана. С 1950 года перешел в Институт мировой литературы им. А. М. Горького АН CCCP (ИМЛИ).
Защитил докторскую диссертацию «Литературные связи России и Казахстана (30-50-е годы XIX в.)».
Похоронен на Калитниковском кладбище.

## Творческая деятельность
Автор книг о творчестве писателей и поэтов народов СССР.

## Избранные публикации
- «Джамбул Джабаев. Жизнь и творчество» (1946),
- «Проблемы изучения русской советской литературы» («Изв. АН СССР», 1952, т. XI, в. 4),
- «Мордовские народные сказательницы» (в соавт., 1953),
- «О многонациональном характере литературного процесса в России» («Изв. АН БССР», 1954, № 3),
- «Творческие взаимосвязи литератур народов СССР» (1955),
- «Литературные связи России и Казахстана. 30—50 годы XIX века» (1956) ,
- Народные певцы советской эпохи (Саранск, 1956),
- «Народный поэт Чувашии П. П. Хузангай» (Чебоксары, 1957) ,
- «Зарождение казахской публицистики» (1961) и др.